# 프레더릭 켈리
프레더릭 ("프레드") 워런 켈리(Frederick ("Fred") Warren Kelly, 1891년 9월 12일 ~ 1974년 5월 7일)는 미국의 육상 선수이자, 1912년 스톡홀름 올림픽 110m 허들 금메달리스트였다.
캘리포니아주 오린지에서 태어난 켈리는 오린지 고등학교에서 수학하였고, 1912년 미국 올림픽 팀에 선출되었을 때 서던캘리포니아 대학교의 신입생이었다.
스톡홀름에서 켈리는 자신의 예비적 예선들을 쉽게 우승하여 4명의 미국 선수들과 1명의 영국 선수와 함께 결승전에 진출하였다. 시작부터 5명의 미국 선수들은 켈리와 제임스 원델 사이에 누가 우승하는 회전에 놓인 8번째 장애물까지 달렸으며, 켈리는 결승선이 찢어지기 전에 즉시 앞으로 다가갈 수 있어 0.1초 차이로 우승하였다. 또한 야구의 시범 경기에도 나갔다.
그는 1913년 120 야드의 AAU 선수권 대회 우승을 하였고, 1916년과 1919년에는 2위를 하였다. 1915년 AAU 선수권 대회에서도 1위를 하였으나, 4개의 장애물을 쓰러뜨린 이유로 탈락하였다
1949년 3월 19일에 시작한 장애인 올림픽 선수들의 첫 회장을 지냈다. 82세의 나이로 오리건주 메드퍼드에서 사망하였다.
그의 모교 근처에 그의 명예를 가린 프레드 켈리 스타디움이 있다.